# Przemysław Kuna
Przemysław Kuna (ur. 1972) – polski specjalista telekomunikacji, wykładowca akademicki i urzędnik państwowy, w 2015 podsekretarz stanu w Ministerstwie Spraw Wewnętrznych.

## Życiorys
Absolwent Politechniki Lubelskiej i Politechniki Warszawskiej. Ukończył studia doktoranckie w Kolegium Zarządzania i Finansów Szkole Głównej Handlowej.
Przez ponad 20 lat zatrudniony na stanowiskach menedżerskich w sektorze telekomunikacyjnym m.in. w Exatel, Telekomunikacji Polskiej, MNI Telekom (dyrektor generalny sieci Datacom) i Pro Futuro (dyrektor techniczny). W 2013 został członkiem zarządu TK Telekom ds. operacyjnych. Został przewodniczącym komitetu ds. e-gospodarki w Krajowej Izbie Gospodarki Cyfrowej. W listopadzie 2014 został ekspertem w Departamencie Teleinformatyki Ministerstwa Spraw Wewnętrznych i koordynował technologicznie projekt uruchomienia Systemu Rejestrów Państwowych, wprowadzonych w marcu 2015.
6 lipca 2015 powołany na stanowisko podsekretarza stanu w Ministerstwie Spraw Wewnętrznych ds. projektów informatycznych oraz rozwoju rejestrów państwowych. Zakończył pełnienie funkcji 16 listopada 2015. Po odejściu z resortu został wiceszefem Rady Krajowej Izby Gospodarki Cyfrowej. W marcu 2024 objął stanowiska zastępcy dyrektora NASK oraz dyrektora ds. Ogólnopolskiej Sieci Edukacyjnej.